# جبهه توافق عراق
جبهه توافق عراق (به عربی: جبهة التوافق العراقية) از احزاب سنی‌مذهب میانه‌رو در عراق می‌باشد. پیش از انتخابات مجلس عراق (دسامبر ۲۰۰۵) این حزب مهم‌ترین ائتلاف سنی در عراق بود. اما بعد از انتخابات مزبور، این ائتلاف به مرور از هم گسست و از قدرتش کاسته شده‌است. هم‌اکنون این جبهه تنها متشکل از حزب اسلامی عراق و برخی سران قبایل می‌باشد . رهبری این حزب بر عهده ایاد سامرائی، از نمایندگان مجلس نمایندگان عراق است.